# Jan De Somme-Servais
Jan De Somme-Servais (Sint-Niklaas, 17 augustus 1799 - Sint-Niklaas, 26 november 1864) was een Zuid-Nederlands en Belgisch architect uit de negentiende eeuw.
De Somme-Servais was in de leer bij de Gentse bouwmeester Servais. Hij huwde met Servais' dochter Marie-Theresie-Geertruid Servais. Midden de negentiende eeuw werd hij stadsarchitect van Sint-Niklaas.

## Oeuvre
Dit overzicht is mogelijk incompleet; u kunt helpen door het uit te breiden.
De volgende werken zijn van de hand van De Somme-Servais:
- Koor van de Sint-Corneliuskerk in Meerdonk (1839)
- Tweede neo-classicistische stadhuis van Sint-Niklaas (1841-1844; afgebrand in 1874)
- Ontwerp van de Stationswijk in Sint-Niklaas (1845)
- Sint-Jacobuskerk in Kemzeke (1847)
- Onze-Lieve-Vrouw-Hemelvaartkerk in De Klinge (1848)
- Onze-Lieve-Vrouw Onbevlekt Ontvangenkerk in Klein-Sinaai (1853)
- Sint-Michielskerk in Kieldrecht (1854)